# Liga Gallega de Traineras
La  Liga Gallega de Traineras o Liga Noroeste de Traineras es una competición de remo de la especialidad de traineras que se lleva a cabo desde 2003 en las provincias de Pontevedra y La Coruña, en Galicia y en Asturias (en la villa de Castropol). Esta competición está compuesta de una serie de "banderas" o regatas en diferentes localidades a lo largo de la temporada estival.
Situada por debajo de la Liga ACT, es la categoría de plata del remo, junto con la Liga ARC, en modalidad masculina, y Liga ETE en féminas. Sirve para apoyar e impulsar una disciplina deportiva del remo como las traineras en el norte de España.

## Historia
En el año 2003, distintos clubes de remo del norte de España entablaron conversaciones para la creación de una liga de traineras que potenciara este deporte. Inicialmente, esta competición se denominó «Liga del Cantábrico» y definitivamente se nombró como «Liga ACT» desarrollándose su temporada inaugural durante los meses de julio y agosto de 2003. En paralelo con la creación de dicha competición, algunos clubes gallegos, como la Asociación Deportiva Esteirana, mantuvieron reuniones con la Federación Gallega de Remo para analizar la posibilidad de la creación de una Liga Gallega de Traineras esa misma temporada.
Durante el mes de julio de 2003, se desarrollaron las negociaciones de una comisión de clubes, integrada por Club de Remo Ares, Amegrove Club de Remo, Club de Remo San Felipe y Sociedad Deportiva Samertolameu; con la federación en las que se fijó el número de regatas a celebrar esa temporada (7 regatas, 3 de ellas a doble jornada) así como el sistema de puntuación. Se admitiría la participación de clubes asturianos aunque no podrían puntura. Finalmente, se quedó pendiente del reconocimiento por parte de la Federación Española de Remo a la recién creada Liga ACT para abrir la posibilidad de que los equipos gallegos pudiesen participar en los play-off de ascenso a dicha competición. Así, el día 13 de julio se disputó la primera prueba de la Liga Gallega de Traineras, la Bandera 25 aniversario Samertolameu.
Las dos primeras temporadas estuvo organizada por la Federación Gallega de Remo, adoptándose el nombre de «Liga Gallega de Traineras», hasta que en la temporada 2005 se desvinculó de la organización de la competición. Esa temporada fue renombrada como «Liga Noroeste de Traineras» aunque se mantuvo el nombre de «Liga Gallega» indistintamente. A partir de ese año, la competición está organizada por la Asociación Liga Noroeste (ALN) adoptándose el nombre de «Liga Gallega de Traineras» (Liga Galega de Traiñeiras en gallego).
En el año 2009, se creó la competición femenina, denominada LGT F, inaugurándose con la disputa de la Bandera Concejo de Ferrol en la que compitieron tres botes: Sociedad Deportiva Rias Baixas, Club de Remo Mecos y Club de Remo Artabria, embarcación esta última compuesta por remeras de Club de Remo A Cabana, Club de Regatas Perillo y Club de Remo San Felipe.
Desde el año 2012 la competición se dividió en 2 categorías confeccionadas por los resultados de un playoff disputado a modo de 2 contrarrelojes en abril de dicho año, y que reciben el nombre de LGT A y LGT B.

## Historial

### LGT A
Nota: Resaltados los equipos que ascienden a la Liga ACT. Entre paréntesis, puntos obtenidos por el club.
| Año  | Clubes | Regatas | Campeón               | Segundo               | Tercero               |
| ---- | ------ | ------- | --------------------- | --------------------- | --------------------- |
| 2003 | 16     | 10      | Samertolameu (117)    | Náutico de Vigo (109) | Rianxo (94)           |
| 2004 | 16     | 12      | Samertolameu (165)    | Amegrove (145)        | Náutico de Vigo (118) |
| 2005 | 16     | 12      | Samertolameu (182)    | Amegrove (168)        | Perillo (168)         |
| 2006 | 14     | 15      | Samertolameu (196)    | Amegrove (173)        | Náutico de Vigo (163) |
| 2007 | 13     | 15      | Tirán (180)           | Samertolameu (167)    | Náutico de Vigo (148) |
| 2008 | 16     | 15      | Náutico de Vigo (219) | Chapela (208)         | Samertolameu (203)    |
| 2009 | 14     | 15      | Cabo da Cruz (181)    | Náutico de Vigo (174) | Mecos (171)           |
| 2010 | 17     | 17      | Amegrove (268)        | Samertolameu (254)    | Cabo da Cruz (249)    |
| 2011 | 14     | 17      | Amegrove (238)        | Chapela (216)         | Cabo da Cruz (200)    |
| 2012 | 8      | 12      | Amegrove (87)         | Chapela (87)          | Samertolameu (76)     |
| 2013 | 8      | 11      | Samertolameu (84)     | Cabo da Cruz (75)     | Chapela (66)          |
| 2014 | 8      | 14      | Samertolameu (96)     | Amegrove (90)         | Mugardos (68)         |
| 2015 | 8      | 9       | Amegrove (68)         | Mugardos (60)         | Ares (57)             |
| 2016 | 11     | 16      | Ares (135)            | Samertolameu (133)    | Puebla (122)          |
| 2017 | 11     | 14      | Samertolameu (140)    | Puebla (122)          | Mecos (108)           |
| 2018 | 12     | 14      | Samertolameu (149)    | Ares (146)            | Mecos (141)           |
| 2019 | 11     | 14      | Ares (105)            | Tirán (101)           | Mecos (98)            |
| 2020 | 10     | 10      | Tirán (95)            | Samertolameu (95)     | Vilaxoán (73)         |
| 2021 | 12     | 13      | Samertolameu (151)    | Bueu (136)            | Cabo da Cruz (110)    |
| 2022 | 12     | 14      | Samertolameu (156)    | Bueu (154)            | Tirán (136)           |
| 2023 | 12     | 16      | Ares (174)            | Bueu (165)            | Tirán (151)           |

### LGT B
Nota: Resaltados los equipos que ascienden a la LGT A. Entre paréntesis, puntos obtenidos por el club.
| Año  | Clubes | Regatas | Campeón              | Segundo                | Tercero       |
| ---- | ------ | ------- | -------------------- | ---------------------- | ------------- |
| 2012 | 9      | 12      | Mecos (87)           | Perillo (86)           | Puebla (70)   |
| 2013 | 9      | 10      | Ares (86)            | Cabo da Cruz B (77)    | Puebla (67)   |
| 2014 | 9      | 11      | Coruxo (85)          | Bueu (84)              | Perillo (81)  |
| 2015 | 7      | 12      | Mecos (63)           | Castropol (50)         | Chapela (43)  |
| 2016 | 7      | 9       | Rianxo (48)          | Boiro (46)             | A Cabana (42) |
| 2017 | 7      | 9       | Mera (54)            | Mugardos (44)          | Muros (41)    |
| 2018 | 9      | 12      | Cabo da Cruz B (77)  | Muros (41)             | A Cabana (42) |
| 2019 | 10     | 10      | A Cabana (95)        | Esteirana (89)         | Coruxo (80)   |
| 2020 | 6      | 8       | Puebla (45)          | Cesantes (39)          | Perillo (31)  |
| 2021 | 11     | 11      | Narón (114)          | Mugardos               | Cedeira       |
| 2022 | 7      | 8       | Castropol (49)       | Samertolameu B (41)    | Amegrove (33) |
| 2023 | 6      | 9       | Esteirana-Muros (53) | A Cabana-Mugardos (41) | Amegrove (34) |

## Palmarés

### LGT A
| Club            | Campeón | Segundo | Tercero | Años campeón                                               |
| --------------- | ------- | ------- | ------- | ---------------------------------------------------------- |
| Samertolameu    | 10      | 4       | 2       | 2003, 2004, 2005, 2006, 2013, 2014, 2017, 2018, 2021, 2022 |
| Amegrove        | 4       | 4       | 0       | 2010, 2011, 2012, 2015                                     |
| Ares            | 3       | 1       | 1       | 2016, 2019, 2023                                           |
| Tirán           | 2       | 1       | 2       | 2007, 2020                                                 |
| Náutico de Vigo | 1       | 2       | 3       | 2008                                                       |
| Cabo da Cruz    | 1       | 1       | 3       | 2009                                                       |
| Chapela         | 0       | 3       | 1       |                                                            |
| Bueu            | 0       | 3       | 0       |                                                            |
| Mugardos        | 0       | 1       | 1       |                                                            |
| Puebla          | 0       | 1       | 1       |                                                            |
| Mecos           | 0       | 0       | 4       |                                                            |
| Rianxo          | 0       | 0       | 1       |                                                            |
| Perillo         | 0       | 0       | 1       |                                                            |
| Vilaxoán        | 0       | 0       | 1       |                                                            |

### LGT B
| Club           | Campeón | Segundo | Tercero | Años campeón |
| -------------- | ------- | ------- | ------- | ------------ |
| Mecos          | 2       | 0       | 0       | 2012, 2015   |
| Cabo da Cruz B | 1       | 2       | 0       | 2018         |
| A Cabana       | 1       | 1       | 2       | 2019         |
| Muros          | 1       | 1       | 1       | 2023         |
| Castropol      | 1       | 1       | 0       | 2022         |
| Esteirana      | 1       | 1       | 0       | 2023         |
| Puebla         | 1       | 0       | 2       | 2020         |
| Cedeira        | 1       | 0       | 1       | 2024         |
| Coruxo         | 1       | 0       | 1       | 2014         |
| Ares           | 1       | 0       | 0       | 2013         |
| Rianxo         | 1       | 0       | 0       | 2016         |
| Mera           | 1       | 0       | 0       | 2017         |
| Narón          | 1       | 0       | 0       | 2021         |
| Mugardos       | 0       | 3       | 0       |              |
| Perillo        | 0       | 1       | 2       |              |
| Bueu           | 0       | 1       | 0       |              |
| Cesantes       | 0       | 1       | 0       |              |
| Samertolameu B | 0       | 1       | 0       |              |
| Amegrove       | 0       | 0       | 2       |              |
| Chapela        | 0       | 0       | 1       |              |